# Trinh sát Kit Carson
Trinh sát Kit Carson (tiếng Anh: Kit Carson Scouts, còn gọi là Trinh sát Hổ kích hoặc Lực lượng 66) thuộc về một chương trình đặc biệt ban đầu do Thủy quân Lục chiến Hoa Kỳ tạo ra trong Chiến tranh Việt Nam liên quan đến việc sử dụng cựu quân nhân Mặt trận Dân tộc Giải phóng miền Nam Việt Nam (MTDTGPMNVN) và Quân đội Nhân dân Việt Nam (QĐNDVN) làm trinh sát tình báo cho các đơn vị bộ binh Mỹ. Binh lính Quân Giải phóng miền Nam Việt Nam (QGPMNVN) và Quân đội Nhân dân Việt Nam đào ngũ và liên kết với chính quyền Việt Nam Cộng hòa được gọi là Hồi chánh viên. Chỉ một số rất ít trong số những Hồi chánh viên này được lựa chọn, huấn luyện và triển khai với Thủy quân Lục chiến Hoa Kỳ và sau đó là các đơn vị bộ binh khác của Mỹ và Đồng Minh (không phải người Việt Nam) trong khoảng thời gian từ năm 1966 đến năm 1972.

## Lịch sử

### Khởi đầu

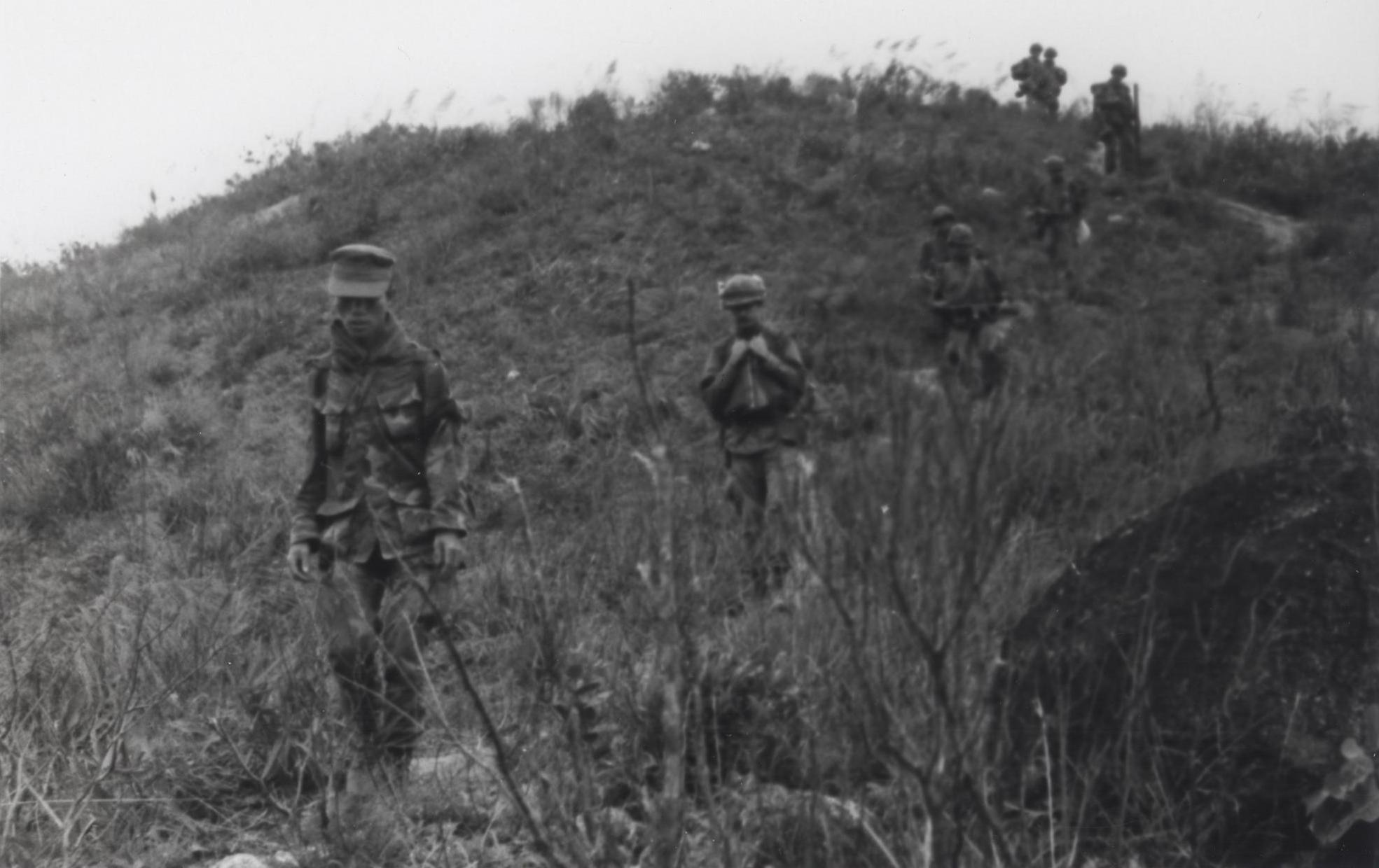
Thủy quân lục chiến Mỹ do một trinh sát viên Kit Carson chỉ huy trong Chiến dịch Oklahoma Hills vào ngày 31 tháng 3 năm 1969.

Khái niệm sử dụng những người lính và cán bộ miền Bắc Việt Nam theo cách này bắt nguồn từ cuối năm 1966 với Đội Phản gián số 5, đội này có nhiệm vụ phản gián trong Trung tâm Chiêu hồi Đà Nẵng. Thiếu tướng Herman Nickerson Jr., Tư lệnh Sư đoàn Thủy quân Lục chiến số 1 vào thời điểm đó đã đặt tên cho lực lượng này là Trinh sát Kit Carson dựa theo tên Kit Carson, một người Mỹ làm do thám dẫn đường.:246:102
Sáu trinh sát viên Kit Carson đầu tiên được đưa ra thực địa cùng Trung đoàn Thủy quân Lục chiến số 1 và số 9 như một phần của chương trình thử nghiệm vào tháng 10 năm 1966. Tất cả sáu người trong nhóm ban đầu, trừ một người, sau đó đều hy sinh trong khi làm nhiệm vụ.:102 Lính đào ngũ ban đầu được tuyển mộ để làm trinh sát tình báo với các đơn vị bộ binh Thủy quân Lục chiến Mỹ, được Mỹ trả lương và được đối xử như một hạ sĩ quan tham mưu với cấp bậc danh nghĩa (không phải chính thức) là trung sĩ.
Từ tháng 10 đến tháng 12 năm 1966, Lực lượng Đổ bộ Thủy quân Lục chiến III (III MAF) đã ghi nhận công lao của Trinh sát Kit Carson trong việc tiêu diệt 47 lính QGPMNVN, thu hồi 16 vũ khí và phát hiện 18 quả mìn và đường hầm.:247 Đến cuối năm 1966, 19 trinh sát viên phục vụ trong Sư đoàn Thủy quân Lục chiến số 1. Đến cuối năm 1967, 132 trinh sát viên phục vụ trong Thủy quân Lục chiến ở Quân đoàn I góp phần tiêu diệt thêm 58 lính QGPMNVN, bắt giữ 37 người làm tù binh và thu hồi 82 vũ khí. Tướng  Lewis William Walt đã ra lệnh áp dụng chương trình này trong toàn bộ III MAF và cho lập một trung tâm huấn luyện Kit Carson tại Đà Nẵng nhằm chuẩn hóa công tác huấn luyện.

### Phát triển
Ngày 29 tháng 4 năm 1967, Ban Tình báo của Bộ Tư lệnh Viện trợ Quân sự Mỹ tại Việt Nam (MACV) đã công bố một tài liệu thủ tục nêu chi tiết về việc mở rộng Chương trình Trinh sát Kit Carson cho tất cả các đơn vị Lục quân Mỹ đang hoạt động trong nước, bao gồm các điều khoản quân ngũ và tiền lương của trinh sát viên.:102 Tháng 9 năm 1967, Tướng William Westmoreland đã ra lệnh chỉ thị cho tất cả sư đoàn bộ binh ở Việt Nam, bao gồm cả các đơn vị Lục quân Mỹ, bắt đầu sử dụng lực lượng Trinh sát Kit Carson kết hợp với các cuộc hành quân thiện chiến.:102 Ông chỉ đạo rằng cần có tối thiểu 100 trinh sát viên cho mỗi sư đoàn để đảm bảo hiệu quả với mục tiêu là 1.500 trinh sát viên vào cuối năm 1968.:102
Năm 1968, số lượng trinh sát viên tăng từ 132 lên 476 người, trong đó 102 người thuộc Sư đoàn Thủy quân Lục chiến số 1, 106 người thuộc Sư đoàn Thủy quân Lục chiến số 3, 153 người thuộc Sư đoàn Nhảy dù số 101 và 115 người thuộc Sư đoàn Bộ binh số 23, với 22 người khác đang được huấn luyện. Trong suốt năm, lực lượng này được ghi nhận đã tiêu diệt 312 lính QGPMNVN/QĐNDVN, bắt giữ 851 nghi phạm cũng như xác định vị trí của 720 địa đạo và kho tiếp tế cùng hơn 1.300 bẫy mìn.
Trong năm 1969, số lượng trinh sát viên hợp tác với III MAF tăng từ 476 lên 597 người mặc dù Sư đoàn Thủy quân Lục chiến số 3 được tái triển khai vào năm đó. Lực lượng này được ghi nhận đã có công tiêu diệt 191 lính QGPMNVN/QĐNDVN, bắt giữ 539 người làm tù binh và thu hồi 195 vũ khí, và xác định vị trí 143 địa đạo và kho vũ khí cùng 518 bẫy mìn. Tháng 1 năm 1969, họ bắt đầu được chuyển giao sang lực lượng Đồng Minh, bắt đầu từ Lực lượng Đặc nhiệm Úc số 1, tiếp theo là Sư đoàn Viễn chinh Quân đội Hoàng gia Thái Lan vào tháng 8 năm 1969 và quân đội Hàn Quốc vào tháng 12 năm 1970.:103

### Chấm dứt
Vào đầu năm 1970, hơn 2.300 trinh sát viên đã phục vụ trong quân đội Mỹ, với 165 người trực thuộc III MAF. III MAF đứng ra tuyển mộ những trinh sát viên đầy tiềm năng từ các Trung tâm Chiêu hồi ở Đà Nẵng và Hội An. Một sĩ quan cấp tá Thủy quân Lục chiến giàu kinh nghiệm điều tra lý lịch động cơ của từng tân binh tiềm năng và ai vượt qua được thì đến một trung tâm huấn luyện phía tây Đà Nẵng để tiếp nhiện khóa huấn luyện và đánh giá trong 28 ngày. Quy mô lớp học nhỏ, thường chỉ có không quá tám người. Khóa huấn luyện bao gồm kỹ thuật dã chiến, phác thảo hiện trường, sử dụng cảm biến và tiếng Anh cơ bản. Khi Thủy quân Lục chiến tái triển khai từ miền Nam Việt Nam, số lượng trinh sát viên hoạt động trong III MAF giảm xuống còn 111 người vào tháng 7 và 95 người vào tháng 12. Trong cả năm 1970, đội trinh sát III MAF được ghi nhận có công tiêu diệt được 43 lính QGPMNVN, bắt giữ 313 người làm tù binh và thu hồi 96 vũ khí.
Một báo cáo trình lên Ủy ban Đối ngoại Thượng viện Hoa Kỳ vào tháng 2 năm 1970 liệt kê 230 trinh sát viên Kit Carson tử trận và 716 người bị thương. Tháng 6 năm 1970, trong khuôn khổ chương trình Việt Nam hóa, tên Chương trình Kit Carson được đổi thành Lực lượng 66, nhưng số lượng trinh sát viên giảm dần khi quân đội Mỹ rút khỏi miền Nam Việt Nam với chỉ 400 trinh sát viên tham chiến vào cuối năm 1970.:105-6

## Further reading
- Aguirre Quiroga, Stefan. "Phan Chot’s Choice: Agency and Motivation among the Kit Carson Scouts during the Vietnam War, 1966–1973," War and Society 39:2 (2020) pp.  126-143,
- Aguirre Quiroga, Stefan. "Women as Turncoats: Searching for the Women among the Kit Carson Scouts during the Vietnam War, 1966-1973," British Journal for Military History 7:2 (2021) pp. 184–188,
- Aguirre Quiroga, Stefan. "Together with Bloody Knife in South Vietnam: Old West Metaphors and the Kit Carson Scouts during the Vietnam War," Journal of War & Culture Studies 16:3 (2023) pp. 354–371,
- "After Crossing Over". TIME. ngày 23 tháng 8 năm 1968. Bản gốc lưu trữ ngày 28 tháng 12 năm 2008. Truy cập ngày 30 tháng 9 năm 2007.